# L'Entrepôt
L'Entrepôt is een Aarlense concertzaal, gelegen op 2 rue Zénobe Gramme, beroemd in de metal-wereld en zwaar rock (hardcore, punk, heavy). Het staat ook open voor andere genres en biedt een eclectische programmering met een recente attractie voor rap door bijvoorbeeld Médine, Isha of Peet te verwelkomen. Het wordt beheerd door de ASBL (vzw) Losange (voorheen ASBL 74), die in 1987 begon met het organiseren van concerten om 10 jaar later het huidige gebouw van L'Entrepôt te investeren. Zo'n vijftig vrijwilligers maken het mogelijk om gemiddeld 70 concertenavond te hebben, die tienduizend toeschouwers per jaar te ontvangen. Het combineert twee zalen, de Club en de Brasserie, die plaatsen bieden aan 250 en 80 toeschouwers. Bands als Noir Désir, Amenra, Les Wampas, Tryo en vele anderen hebben al opgetreden.

## Geschiedenis
De eerste concertavonden georganiseerd door ASBL 74 / Losange dateren uit 1987. Later maken ze festival genoemd "Nuits De L'Entrepôt", vonden deze concerten en festivals geen plaats in het actueel gebouw, of zelfs niet in Aarlen voor 1992.
Het eerste concert in L'Entrepôt vond plaats op 14 februari 1997 en het was Lofofora die de concertzaal inhuldigde.
De "Nuits de L'Entrepôt" wordt "Les Aralunaires". De naamswijziging komt niet alleen, nu duurt het festival een hele week.
In 2011 vinden de concerten plaats in het Ancien Palais de Justice d'Arlon tijdens de geplande 18 maanden werk.
19 oktober 2012 L'Entrepôt heropent na renovaties die meer dan 1.400.000€ kosten en professionele apparatuur mogelijk maken.
Op 30 januari 2014 begon de "RDV à L'Entrepôt". Dat eindigt op 24 januari na enkele tientallen captaties.
L'Entrepôt viert zijn 20-jarig jubileum met een festival op 24 en 25 maart 2017.
L'Entrepôt organiseert voor het eerst La Fête De La Musique in Izel en heeft muzikale projecten zoals Jean-Paul Groove en YellowStraps gehost.
25 maart 2023 More Women On Tour, een initiatief van More Women On Stage, gaat naar L'Entrepôt. Dit is de enige datum in België, de andere zijn allemaal in Frankrijk.
De eerste avond van "Ultra Haute Fréquence" vindt plaats op 8 april 2023.

## Naast concerten

### Les Aralunaires
De eerste editie vond plaats op 30 april 1988 in het Cultureel Centrum van Rossignol. Genoemd de "Nuits" of de "Nuits de L'Entrepôt", heet het festival sinds 2009 "Les Aralunaires".

### RDV à L'Entrepôt
Captaties gecoproduceerd met TV Lux (regionale tv).

### ArlonFolies
Festival georganiseerd door L'Entrepôt, Maison de la Culture d'Arlon, Le Palais du Rire Arlon en anderen.

### L'Entrepôt Sessions
L'Entrepôt Sessions gaat verder met het concept van "Rendez-vous à L'Entrepôt" en biedt captaties van groepen op hun YouTube-kanaal.

### Fête De La Musique Izel
L'Entrepôt organiseert sinds 2021 elk jaar het festival "La Fête De La Musique" in Izel. Een Franstalig cultureel initiatief dat plaatsvindt op 21 juni en de dichtste weekend. De bands die daar spelen zijn voornamelijk lokale bands, zoals: Eosine, The Bathrobes, Neon Rust, Léa Bastien, Doria D, ...

### More Women On Stage
In 2023 werd in L'Entrepôt MWOS gehost. De locatie wil ook inclusiever zijn en samenwerkt met Scivias en More Women On Stage.

### Les Jameries
Open scènes geanimeerd door Nicolas Noblet en Gaylord Paul. Er zijn tot nu toe 14 edities geweest.

### Ultra Haute Fréquence (UHF)
UHF is een projet om de lokale rapscene te laten zien. Open mic-feesten worden gepresenteerd door Ganjo (DJ) en Doodi (rapper). Ze laten min of meer ervaren rappers oefenen voor een publiek. Tussen de 30 minuten durende open mic-sessies vinden interludes plaats en vooraf geselecteerde rappers voeren 2 à 3 liedjes uit hun repertoire uit. Behalve de interludes, wordt alles gefilmd om capsules te kunnen maken om de rappers aan een groter publiek te delen op UHF-social media. De open mic avonden trekken veel mensen uit van de buurt maar ook uit Metz, Luxemburg, Luik, Brussel of nog Parijs.
De eerste UHF vond plaats op zaterdag 8 april 2023, zes andere vonden ook plaats in L'Entrepôt en de laatste tot nu toe (28/05/2025) vond in Reflektor (Luikse concertzaal) plaats.

## Discografie
- Dubbel vinyl voor de 20ste verjaardag[9]
- CD Live @ La Fête de La Musique à Izel 2021[10]